# Domino (mathématiques)
Pour les articles homonymes, voir Domino.

Un domino libre

En mathématiques, un domino est un polyomino d'ordre 2, c'est-à-dire un polygone dans le plan constitué de deux carrés de taille égale reliés bord à bord. Lorsque les rotations et les réflexions ne sont pas considérées comme des formes distinctes, il n'y a qu'un seul domino libre.
Comme il a une symétrie de réflexion, c'est aussi le seul domino unilatéral (avec des réflexions considérées comme distinctes). Lorsque les rotations sont également considérées comme distinctes, il existe deux dominos fixes : le second peut être créé en faisant pivoter celui-ci de 90°,.
Un carrelage domino est un revêtement d'un autre polyomino avec des dominos. Ceux-ci figurent dans plusieurs problèmes célèbres, y compris le problème du diamant aztèque[Quoi ?] dans lequel les grandes régions en forme de diamant ont un nombre de pavages égal à une puissance de deux, la plupart des pavages apparaissant au hasard dans une région circulaire centrale et ayant une structure plus régulière à l'extérieur de ce «cercle arctique», et le problème de l'échiquier mutilé, où l'enlèvement de deux coins opposés d'un échiquier rend impossible le maillage avec les dominos.
Dans un sens plus large, le terme domino est souvent compris comme signifiant simplement une tuile de n'importe quelle forme.

### Vidéos
- (en) [vidéo] Mathologer, « The ARCTIC CIRCLE THEOREM or Why do physicists play dominoes? », sur YouTube, longue vidéo de vulgarisation reprenant les thèmes évoqués dans l'article.